# Ecsenius pictus
Blennie peinte
Espèce
Statut de conservation UICN

 LC  : Préoccupation mineure
Ecsenius pictus, communément nommé Blennie peinte, est une espèce de poissons marins de la famille des Blenniidae.
La blennie peinte est présente dans les eaux tropicales du centre de la région Indo-Pacifique, soit plus particulièrement en indonésie aux Philippines et aux îles Salomon.
Elle peut atteindre une taille de 5 cm de longueur.